# EHF-Europapokal der Pokalsieger der Frauen 1988/89
Der EHF-Europapokal der Pokalsieger der Frauen 1988/89 war die 13. Auflage des Wettbewerbes. Im Finale siegte der rumänische Handballverein HC Știința Bacău, der den sowjetischen Titelverteidiger Kuban Krasnodar knapp bezwang.
| Mannschaft 1                     | Mannschaft 2                 | Spiel 1 | Spiel 2 |
| -------------------------------- | ---------------------------- | ------- | ------- |
| 1. Runde                         |                              |         |         |
| HC Știința Bacău                 | Izmir Belediyesi SK          | 38:17   | 38:18   |
| Fredriksberg Kopenhagen          | Linköpings IF                | 20:17   | 17:19   |
| ATV Basel                        | TJ Zlin                      | 15:21   | 17:23   |
| Benfica Lissabon                 | CM Leganes                   | 17:17   | 15:17   |
| HV Geleen                        | HBC Bascharage               | 29:3    | 24:8    |
| Admira Landhaus Wien             | Hapoel Petah Tikva           | 20:12   | 23:19   |
| KV Sasja Hoboken                 | Manchester United HC Salford | 12:7    | 7:14    |
| Achtelfinale                     |                              |         |         |
| HC Știința Bacău                 | SC Empor Rostock             | 24:22   | 19:20   |
| Vasas Budapest                   | Athinaikos Athen             | 45:9    | 42:13   |
| SF Issy-les-Moulineaux           | HC CSKA Sofia                | 22:28   | 21:29   |
| V&L Geleen                       | Linköpings IF                | 13:17   | 19:21   |
| CM Leganes                       | Admira Landhaus Wien         | 22:15   | 14:14   |
| Nordstrand IF                    | RK Lokomotiva Zagreb         | 23:20   | 17:22   |
| Manchester United HC Salford     | TJ Zlin                      | 6:23    | 8:25    |
| Kuban Krasnodar                  | VfL Engelskirchen            | 27:16   | 18:16   |
| Viertelfinale                    |                              |         |         |
| Vasas Budapest                   | HC Știința Bacău             | 21:31   | 20:32   |
| HC CSKA Sofia                    | Linköpings IF                | 29:12   | 22:21   |
| CM Leganes                       | RK Lokomotiva Zagreb         | 19:18   | 20:26   |
| TJ Zlin                          | Kuban Krasnodar              | 23:27   | 19:27   |
| Halbfinale                       |                              |         |         |
| HC Știința Bacău                 | HC CSKA Sofia                | 32:20   | 22:22   |
| RK Lokomotiva Zagreb             | Kuban Krasnodar              | 22:25   | 27:35   |
| Finale in Krasnodar und in Bacău |                              |         |         |
| Kuban Krasnodar                  | HC Știința Bacău             | 25:25   | 19:22   |

Siegermannschaft
| HC Știința Bacău |
| Ioana Vasilca Gabriela Antoneanu Eugenia Jitaru Lidia Budnărașu Marilena Petrea Elena Ciobotaru Eva Darvas Ionela Tarloi Adriana Popa Emilia Luca Filofteia Danilov Laurica Lunca Georgeta Cervenciuc Angela Brândușoui |
| Mihai Pintea (Trainer) |